# Лєсовая Інна Вольфівна
Інна Вольфівна Лєсовая, до шлюбу Муллер (нар. 19 липня 1947) — радянська та українська художниця, лялькарка та письменниця єврейського походження. Літературною творчістю займається від 1990 року.

## Біографія
Інна Муллер народилась 19 липня 1947 року у Києві в єврейській родині. Її матір походила з Кам'янець-Подільського, де народилась під час погрому. Батько працював кондитером. Дитинство пройшло в комунальній квартирі у двоповерховому будинку на бульварі Шевченка в центрі міста. Замість дитячого садка відвідувала, разом з іншими дітьми інтелігенції, старих дворянок, які передавали їй знання, отримані від гувернанток. Згодом навчалася у школі № 135 міста Києва. 
У 9 років захворіла поліомієлітом та півроку була прикута до ліжка, тоді ж почала малювати та складати вірші. Щороку їздила до санаторію для дітей з руховими порушеннями у Євпаторії, де намагалася знову навчитися ходити.
У 15 років пішла до художньої студії, яку очолював Осташинський Наум Йосипович. За три роки вже мала свою майстерню, де, за власними спогадами, проводила до 12 годин на день. В той же час заочно навчалася на факультеті графіки в Московському художньому інституті та підробляла в лабораторії іграшок Міністерства легкої промисловості УРСР. Загалом займалася виробництвом ляльок більше 20-ти років, дитячі іграшки її авторства були досить поширеними в Україні.
У 1974 році одружилася з філологом і математиком Арнольдом Лєсовим, уродженцем міста Чернівці. У 1976 році народила сина Максима, після чого майже повністю втратила зір.
У 1975 році вступила до молодіжної секції Спілки художників. Персональні виставки її картин проходили в Москві та Києві.
Зустрічалася зі співачкою Сіді Таль перед її смертю.
Від 1990 року почала серйозно займатися літературою. Перші публікації Лєсової з'явилися в нью-йоркському російськомовному журналі «Час і ми», де вийшло понад десяти її повістей. Пізніше прозу і поезію літераторки стали друкувати в журналах України, Ізраїлю, Росії та Німеччини. Найчастіше, проза Лєсової з'являється в журналах та альманахах «Егупец», «Веселка», «Collegium», «HOMO», «Нове століття», «Зарубіжні записки», «Хрещатик», «Роман-газета», «URBI». Деякі її вірші увійшли до антології «Київ. Російська поезія. XX століття» (2003) і «Київська Русь: Сучасна російська поезія України» (Німеччина, 2003).
Під час роботи над чимось детально вивчає історію та матеріальну культуру місця дії. Входить до міжнародного ПЕН-клубу.
У 2016 році художні роботи Лєсової вперше експонувалися в Ізраїлі, в єрусалимській галереї «Скіцца» в рамках проекту «Tmol — HaYom».

## Твори
- 2003 — збірка повістей «Дама здавала в багаж ...»
- 2006 — збірка повістей «Пасьянс "Чотири дами"»
- 2008 — роман «Бессарабський романс»
- 2010 — збірка віршів «На асфальтовому березі»

## Нагороди
- Міжнародна премія імені Юрія Долгорукого за збірку повістей «Пасьянс "Чотири дами"» (2008)[8]
- Премія Арсенія та Андрія Тарковських за збірку віршів «На асфальтовому березі» (2011).[9]